# René Orlando Houseman
René Orlando Houseman (La Banda, 19 de juliol de 1953 - Buenos Aires, 22 de març de 2018) fou un futbolista argentí de la dècada de 1970.

## Trajectòria esportiva

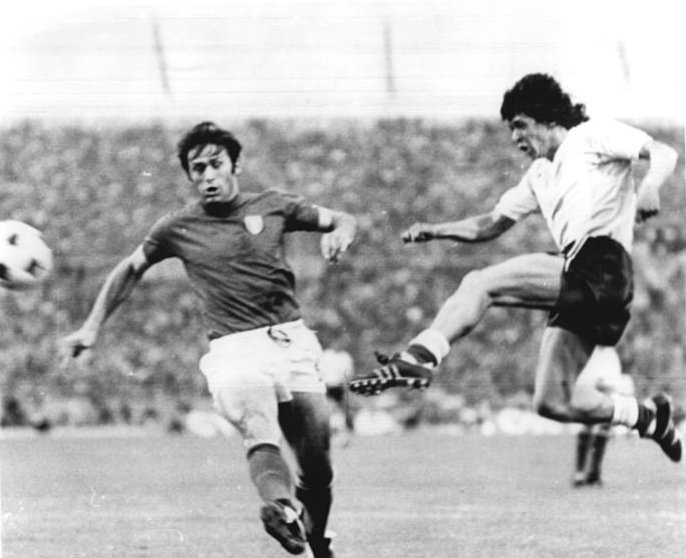
René Houseman (dreta) davant el defensa italià Tarcisio Burgnich al Mundial de 1974.

Format a les categories inferiors d'Excursionistas, debutà a la segona divisió al club rival Defensores de Belgrano. A inicis de 1973, de la mà de César Luis Menotti, fou contractat pel Club Atlético Huracán de primera divisió, club amb el qual guanyà el campionat Metropolitano de 1973. Més endavant jugà, entre d'altres, al Club Social y Deportivo Colo-Colo de Xile i a River Plate. Es retirà el 1985.
Fou internacional amb la selecció Argentina entre 1973 i 1979. Disputà la Copa del Món de 1974 en la qual marcà tres gols i la de 1978 on marcà un altre gol.

## Palmarès
Defensores de Belgrano
- Primera C: 1
  - 1972

 CA Huracán
- Lliga argentina de futbol: 1
  - Metropolitano 1973

 CA Independiente
- Copa Libertadores: 1
  - 1984

Argentina
- Copa del Món de futbol: 1
  - 1978
- Copa Newton: 1975, 1976
- Copa Felix Bogado: 1976
- Copa Lipton: 1976
- Copa Ramon Castilla: 1976, 1978